# Franz Joseph Kinsky

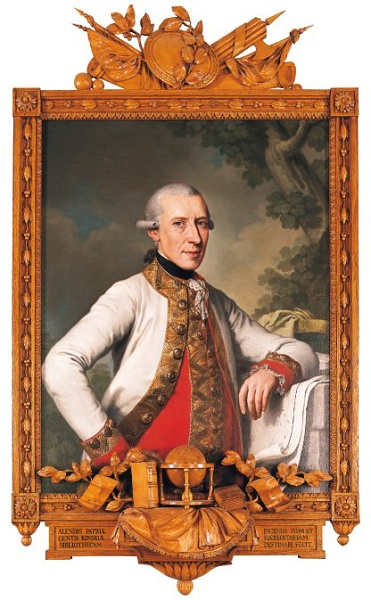
Franz Joseph Kinsky

Franz Joseph Graf Kinsky von Wchinitz und Tettau (* 6. Dezember 1739 in Prag; † 9. Juni 1805 in Wien) war ein österreichischer General im Bayerischen Erbfolgekrieg und in den Koalitionskriegen.

## Leben
Franz Joseph war der Sohn von Franz Ferdinand Kinsky (1678–1741), „Höchster Rat“ des Königreichs Böhmen, und dessen zweiter Frau Gräfin Maria Augustina Pálffy ab Erdöd (1714–1759).
Franz Joseph trat 1759 in die habsburgische österreichische Armee ein, wurde 1760 kaiserlicher Kammerherr und befehligte dann zehn Jahre lang ein Infanterieregiment. Für die Ausbildung von Offizierskadetten seines Regiments gründete er eine Schule. Am 13. Oktober 1764 wurde er zum Major, am 24. Februar 1768 zum Oberst befördert und zum Kommandeur eines Infanterieregiments ernannt. Am 1. Mai 1773 wurde er Generalmajor. Während des Bayerischen Erbfolgekrieges 1778 befehligte er eine Kolonne bei dem erfolgreichen Überfall auf Habelschwerdt. Am 13. Juni 1779 wurde er zum Inhaber des Infanterieregiments Nr. 47 ernannt, eine Würde, die er bis zu seinem Tod innehatte. Es folgte am 12. Juli seine Ernennung zum Kommandanten der Theresianischen Militärakademie in Wiener Neustadt.
Am 19. März 1785 wurde er zum Feldmarschall-Leutnant befördert und zwei Tage später zum Obersten Direktor der Theresianischen Militärakademie ernannt.
1794 wurde er in die österreichischen Niederlande geschickt, um während des Ersten Koalitionskrieges gegen die republikanischen Franzosen zu kämpfen. Er kämpfte unter Fürst Josias von Sachsen-Coburg-Saalfeld und führte beim Vorstoß in Flandern eine Division, die aus den Brigaden Heister und Anton Ernst Mittrowski zusammengesetzt war. In der Schlacht bei Tourcoing am 17. Mai kamen seine Truppen, wie auch jene am linken Flügel unter Erzherzog Karl, zu spät und konnten die Engländer unter dem Herzog von York beim Angriff nicht ausreichend unterstützen. Kinsky wurde am 22. September 1794 zum Feldzeugmeister erhoben. Da die Beförderung vom 19. April 1794 an erfolgte, bedeutete dies, dass er sich in Operationen vor der Belagerung der Landrecies vom 21. bis 30. April auszeichnete. Aus den Aufzeichnungen geht nicht hervor, dass er nach 1794 andere militärische Kommandos innehatte.
Am 3. Dezember 1801 wurde er zum kaiserlichen Geheimrat ernannt. Bis zu seinem Tod in Wien am 9. Juni 1805 blieb er Direktor der Militärakademie.

## Tod

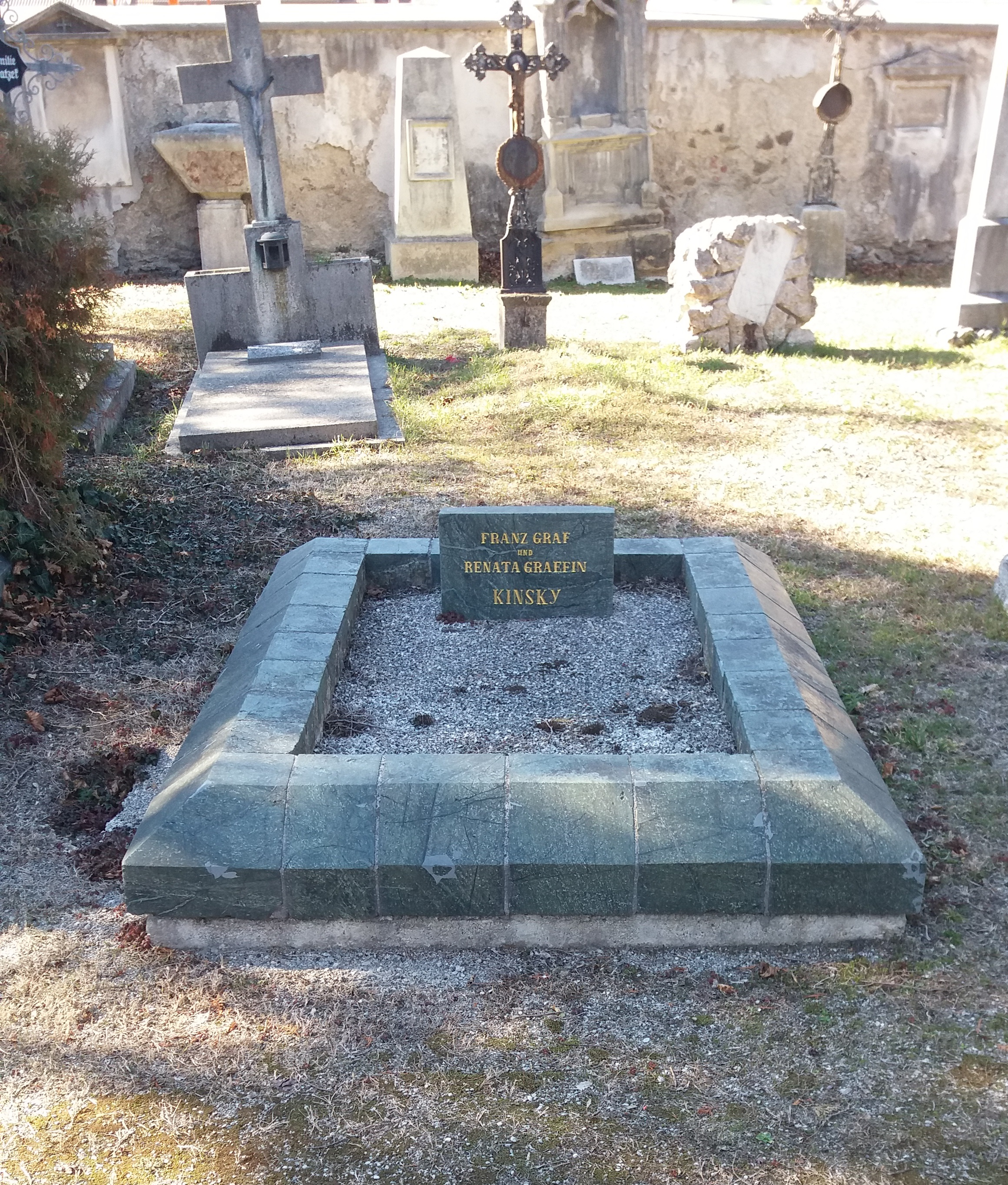
Grabstätte

Auf seinen besonderen Wunsch hin wurde Kinsky auf dem Friedhof der Theresianischen Militärakademie bestattet, 1808 auch seine Gemahlin. Die Inschrift auf seinem ursprünglichen Grabstein lautete:
„Franz Graf von Kinsky, des Heiligen römischen Reichs Graf, Sr. k. k. Majestät geheimer Rath, General-Feldzeugmeister, Inhaber eines Regiments zu Fuß, Oberdirector des k. auch k. k. Militär-Kadettenhauses durch 26 Jahre, wollte nach einem rastlosen, nicht sich, sondern Gott, dem Staate und dem Fürsten gewidmeten Leben, endlich hier bei seinen Zöglingen ruhen“

## Familie
Am 19. Juli 1779 heiratete Kinsky die Gräfin Maria Renata von und zu Trauttmansdorff (1741–1808). Fünf weitere Angehörige seiner Familie dienten in der Zeit von 1792 bis 1815 als hochrangige Generale. Kinskys Onkel Franz de Paula Ulrich, 3. Prinz Kinsky von Wchinitz und Tettau (1726–1792) wurde Feldmarschall, sein Bruder Joseph, Graf Kinsky (1731–1804) wurde ebenfalls Feldmarschall, sein Neffe Philipp Joseph, Graf Kinsky (1741–1827) war Generalmajor. Die Brüder Franz de Paula Joseph, Graf Kinsky (1768–1843) und Karl Kinsky (1766–1831) wurden beide Feldmarschall-Leutnants.